# 有吉義弥
有吉 義弥（ありよし よしや、1901年（明治34年）11月4日 - 1984年（昭和59年）9月7日）は、昭和期の日本の実業家。日本郵船の元代表。

## 略歴
- 1901年（明治34年）- 有吉忠一の長男として東京府（現・東京都）に生まれる。
- 1925年（大正14年）- 松山市の高校を経て、東京帝国大学を卒業。同年日本郵船入社。
- 1933年（昭和8年）- 日本郵船ロンドン事務所に異動。
  - 戦時中は戦艦大和、武蔵の建造資材輸送にあたる。終戦後は商船管理委員会理事長となり、海外在留邦人の帰還事業に従事。
- 1953年（昭和28年）- 日本郵船に復帰。
- 1965年（昭和40年）- 日本郵船社長。
- 1971年（昭和46年）- 日本郵船会長（1978年まで）。
- 1978年（昭和53年）3月 - 経済協力開発機構（OECD）の民間諮問機関である経済産業諮問委員会（BIAC）会長に就任。

## 栄典
- 1978年（昭和53年）4月29日 - 勲一等瑞宝章受章。
- 大英帝国勲章（K.B.E）受章

## 親族
父・忠一は内務官僚で元貴族院議員。初代中国大使の有吉明と元尼崎市長の有吉実は叔父。三菱重工業横浜造船所所長及び同社常務を歴任した有吉煕は次男。忠一の長女は政治家の山崎巌に、三女は元建設事務次官の柴田達夫に、四女は元日本電信電話公社総裁の米沢滋に、五女は川上嘉市の次男で東宝アドセンター社長を務めた川上流二に嫁いでいるため、山崎・柴田・米沢・流二はいずれも義弥の義弟にあたる。川上嘉市の後妻（旧姓・中島）は天文学者・寺尾寿の後妻（旧姓・大野）の姪にあたるため、有吉家は川上家・中島家・大野家を通じて寺尾家とも姻戚関係で結ばれているといえる。

## 人物
ウィットに富んだ快活で楽しい人物として外国人からの信望も厚かった。スポーツが得意で、水泳、ボート、ラグビー、野球、ゴルフを嗜んだ。芸者遊びも好きで、京都に住む祖父のもとを訪ねては日本の古い文化もよく学んだ。英語は中学のときに英国人教師から指導を受け、英国人と互角の英語力を身に付けた。